# Apremont (Savoie)
Pour les articles homonymes, voir Apremont.
Apremont est une commune française située dans le département de la Savoie, en région Auvergne-Rhône-Alpes. Elle donne son nom au vin homonyme.
La commune est membre du parc naturel régional de la Chartreuse.

## Géographie
Apremont est située au pied du massif de la Chartreuse, dans les Préalpes.

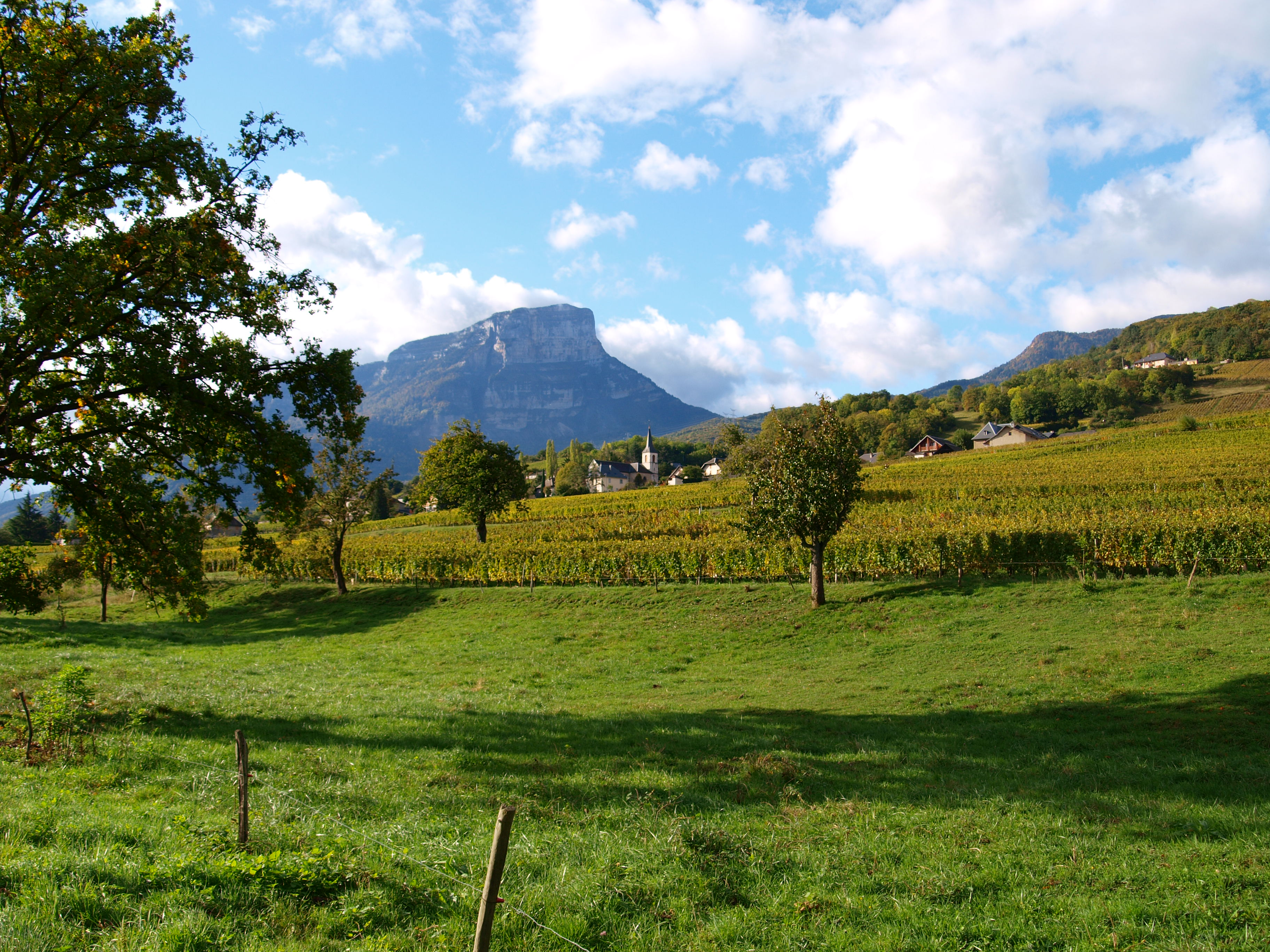
Le village de Saint-Pierre et le mont Granier en Chartreuse.

### Communes limitrophes
La commune d'Apremont est bordée par les municipalités d'Entremont-le-Vieux au col du Granier, de Montagnole, de Saint-Baldoph au nord en direction de Chambéry, de Porte-de-Savoie (Les Marches) au sud en direction de Grenoble, et de Myans à l'est.

### Climat
Pour des articles plus généraux, voir Climat d'Auvergne-Rhône-Alpes et Climat de la Savoie.
En 2010, le climat de la commune est de type climat des marges montargnardes, selon une étude du Centre national de la recherche scientifique s'appuyant sur une série de données couvrant la période 1971-2000. En 2020, Météo-France publie une typologie des climats de la France métropolitaine dans laquelle la commune est exposée à un climat de montagne ou de marges de montagne et est dans la région climatique Alpes du nord, caractérisée par une pluviométrie annuelle de 1 200 à 1 500 mm, irrégulièrement répartie en été.
Pour la période 1971-2000, la température annuelle moyenne est de 11,3 °C, avec une amplitude thermique annuelle de 18,8 °C. Le cumul annuel moyen de précipitations est de 1 267 mm, avec 9,3 jours de précipitations en janvier et 8,2 jours en juillet. Pour la période 1991-2020, la température moyenne annuelle observée sur la station météorologique de Météo-France la plus proche, « Challes les Eaux », sur la commune de Challes-les-Eaux à 4 km à vol d'oiseau, est de 11,8 °C et le cumul annuel moyen de précipitations est de 1 147,6 mm,. Pour l'avenir, les paramètres climatiques de la commune estimés pour 2050 selon différents scénarios d'émission de gaz à effet de serre sont consultables sur un site dédié publié par Météo-France en novembre 2022.

## Urbanisme

### Typologie
Au 1er janvier 2024, Apremont est catégorisée commune rurale à habitat dispersé, selon la nouvelle grille communale de densité à sept niveaux définie par l'Insee en 2022.
Elle appartient à l'unité urbaine de Chambéry, une agglomération intra-départementale regroupant 35  communes, dont elle est une commune de la banlieue,,. Par ailleurs la commune fait partie de l'aire d'attraction de Chambéry, dont elle est une commune de la couronne,. Cette aire, qui regroupe 115 communes, est catégorisée dans les aires de 200 000 à moins de 700 000 habitants,.

### Occupation des sols
L'occupation des sols de la commune, telle qu'elle ressort de la base de données européenne d’occupation biophysique des sols Corine Land Cover (CLC), est marquée par l'importance des forêts et milieux semi-naturels (59,7 % en 2018), en diminution par rapport à 1990 (60,8 %). La répartition détaillée en 2018 est la suivante : 
forêts (59,7 %), cultures permanentes (20,1 %), zones agricoles hétérogènes (14,3 %), prairies (5,9 %).
L'IGN met par ailleurs à disposition un outil en ligne permettant de comparer l’évolution dans le temps de l’occupation des sols de la commune (ou de territoires à des échelles différentes). Plusieurs époques sont accessibles sous forme de cartes ou photos aériennes : la carte de Cassini (XVIIIe siècle), la carte d'état-major (1820-1866) et la période actuelle (1950 à aujourd'hui).

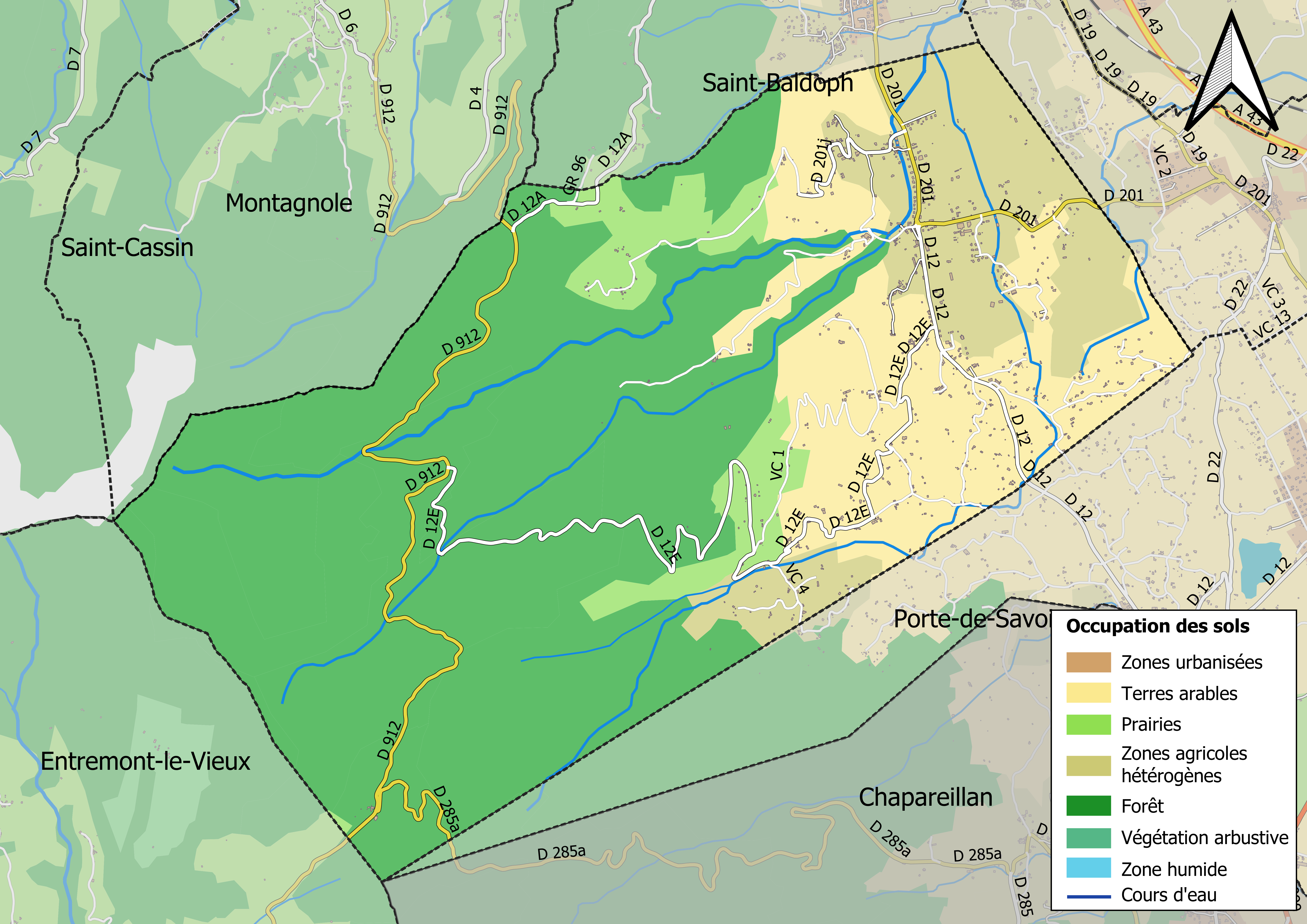
Carte des infrastructures et de l'occupation des sols en 2018 (CLC) de la commune.
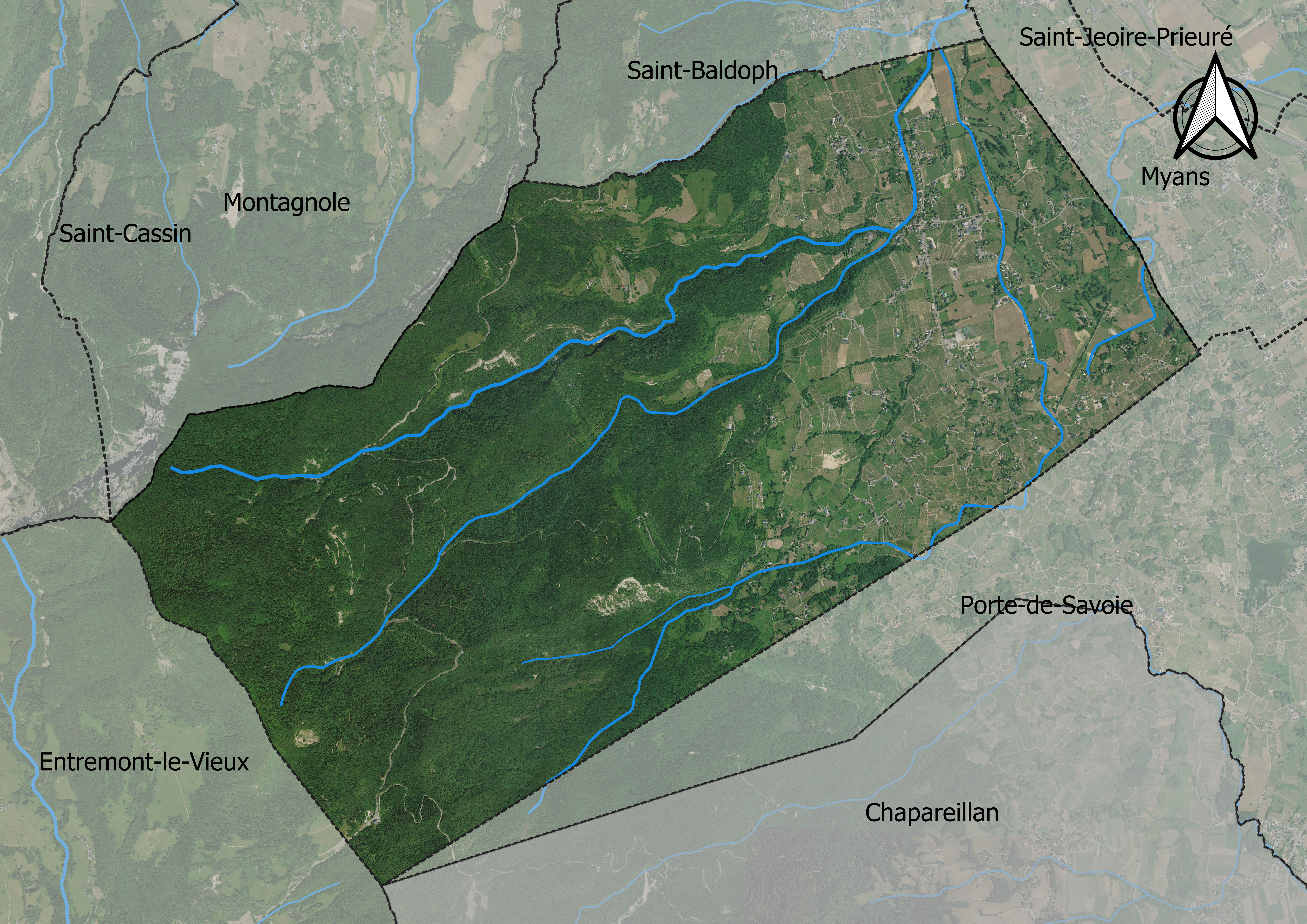
Carte orthophotogrammétrique de la commune.

## Toponymie
Le nom de la localité est attesté sous les formes Capella de Aspero vers 1100, Boso de Aspromonte, vers 1178, Ecclesia Sancti Petri de Aspermonte en 1191 ou encore Asperus Mons en 1488.
Un travail ancien de Michel Roblin indique que les Apremont font partie des noms de grands domaines gallo-romains dont le radical est formé par un mot commun exprimant une idée de relief. Deux hypothèses sont possibles : à l’origine ce nom n’aurait pas caractérisé un lieu habité, mais seulement un quartier du domaine. S’il désigne aujourd’hui un lieu habité, cet habitat n’est pas originel. Dans l’autre cas, ce nom a désigné originellement un fundus.
En réalité, l'utilisation d'appellatifs romans tel mont dans la toponymie française est rarement antérieure au Haut Moyen Âge (VIe siècle - VIIe siècle). C'est pourquoi Ernest Nègre voit dans Apremont un composé franco-provençal en -mont « mont » et aspre au sens d'« escarpé », il est suivi en cela par d'autres toponymistes[réf. incomplète], d'où le sens global de « mont escarpé » ou de « montagne, montée rude » ou « raide ». Il peut en outre désigner une « montagne rocheuse et rude »,.
Remarque : l'antéposition de l'adjectif était plus fréquente en français et en franco-provençal qu'aujourd'hui en français, cela explique pourquoi l'élément Apre- (anciennement Aspre) est placé avant -mont comme c'est encore le cas pour l'adjectif bel, beau que l'on retrouve dans les types toponymiques Belmont et Beaumont qui signifient « beau mont ».
En francoprovençal, le nom de la commune s'écrit Opramon (graphie de Conflans) ou Âpromont (ORB).

## Histoire
Le nom « Apremont »  apparaît pour la première fois dans un document de 1178. Il vient de Aspremonte qui signifie montagne (monte) escarpée (asper).
Autrefois, la commune était à la frontière entre la Savoie et la province française du Dauphiné. La Savoie fut pendant de nombreux siècles un pays indépendant. Tout d'abord un comté puis un duché avant de recevoir la dédition de Nice (1388), puis de donner naissance au royaume de Sardaigne puis département français en 1860.

## Politique et administration
La commune est membre de la Communauté de communes Cœur de Savoie. Elle appartient au Territoire du Cœur de Savoie, qui regroupe une quarantaine de communes de la Combe de Savoie et du Val Gelon.

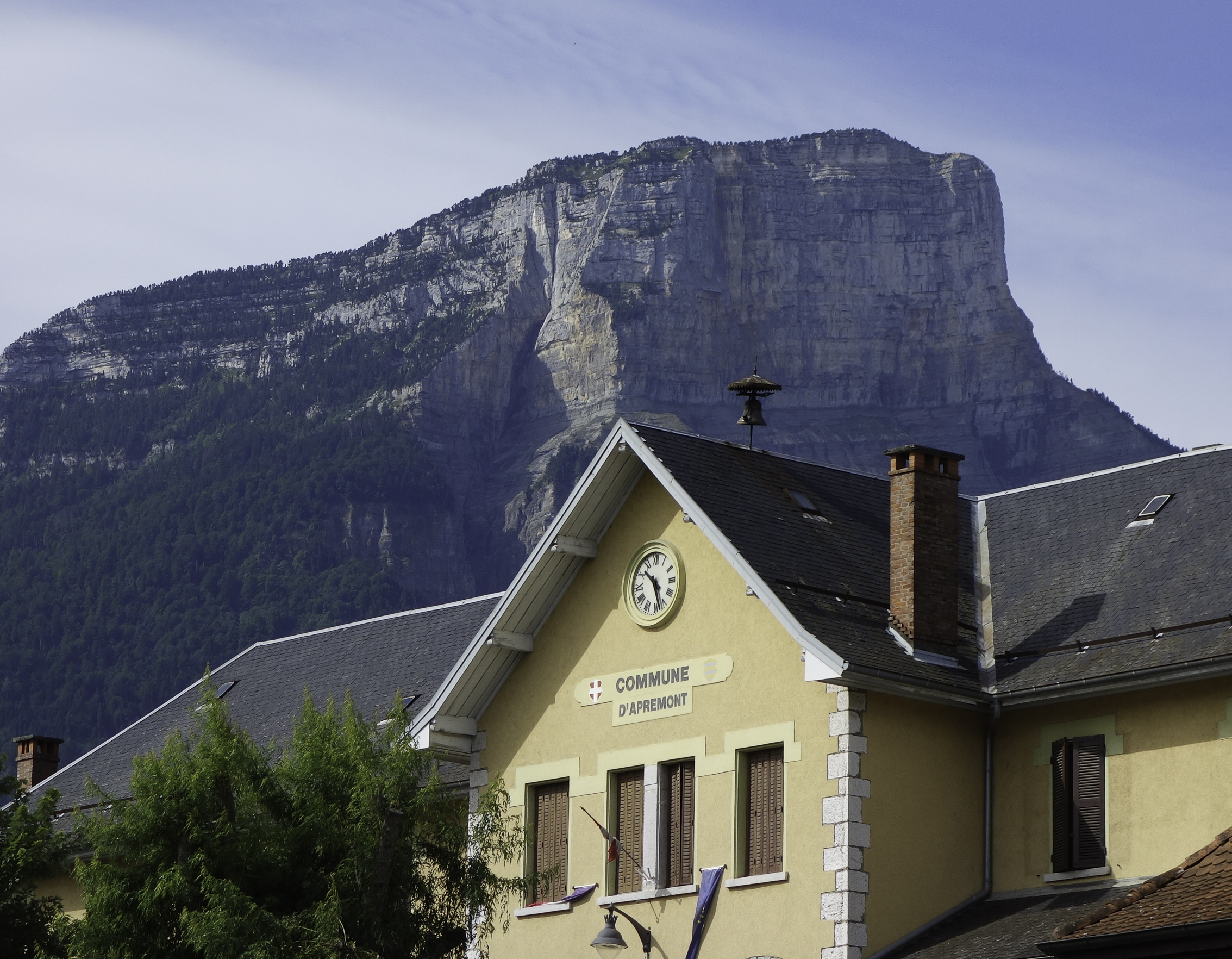
Mairie d'Apremont sous le mont Granier.

| Période                                  | Période                  | Identité    | Étiquette | Qualité |
| ---------------------------------------- | ------------------------ | ----------- | --------- | ------- |
| Les données manquantes sont à compléter. |                          |             |           |         |
| mars 2001                                | En cours (au avril 2014) | Marc Dupraz | ...       | ...     |

## Population et société

### Démographie
L'évolution du nombre d'habitants est connue à travers les recensements de la population effectués dans la commune depuis 1793. Pour les communes de moins de 10 000 habitants, une enquête de recensement portant sur toute la population est réalisée tous les cinq ans, les populations de référence des années intermédiaires étant quant à elles estimées par interpolation ou extrapolation. Pour la commune, le premier recensement exhaustif entrant dans le cadre du nouveau dispositif a été réalisé en 2004.

En 2022, la commune comptait 968 habitants, en évolution de −5,65 % par rapport à 2016 (Savoie : +3,63 %, France hors Mayotte : +2,11 %).
| 1793 | 1800 | 1806 | 1822 | 1838 | 1848 | 1858 | 1861 | 1866 |
| ---- | ---- | ---- | ---- | ---- | ---- | ---- | ---- | ---- |
| 362  | 499  | 633  | 795  | 908  | 874  | 913  | 892  | 875  |

| 1872 | 1876 | 1881 | 1886 | 1891 | 1896 | 1901 | 1906 | 1911 |
| ---- | ---- | ---- | ---- | ---- | ---- | ---- | ---- | ---- |
| 803  | 818  | 808  | 806  | 774  | 757  | 732  | 730  | 663  |

| 1921 | 1926 | 1931 | 1936 | 1946 | 1954 | 1962 | 1968 | 1975 |
| ---- | ---- | ---- | ---- | ---- | ---- | ---- | ---- | ---- |
| 605  | 590  | 607  | 600  | 540  | 563  | 558  | 558  | 696  |

| 1982 | 1990 | 1999 | 2004 | 2006 | 2009 | 2014  | 2019 | 2022 |
| ---- | ---- | ---- | ---- | ---- | ---- | ----- | ---- | ---- |
| 777  | 781  | 890  | 934  | 947  | 955  | 1 010 | 987  | 968  |

### Enseignement
La commune est rattachée à l'académie de Grenoble.

### Activités & Loisirs

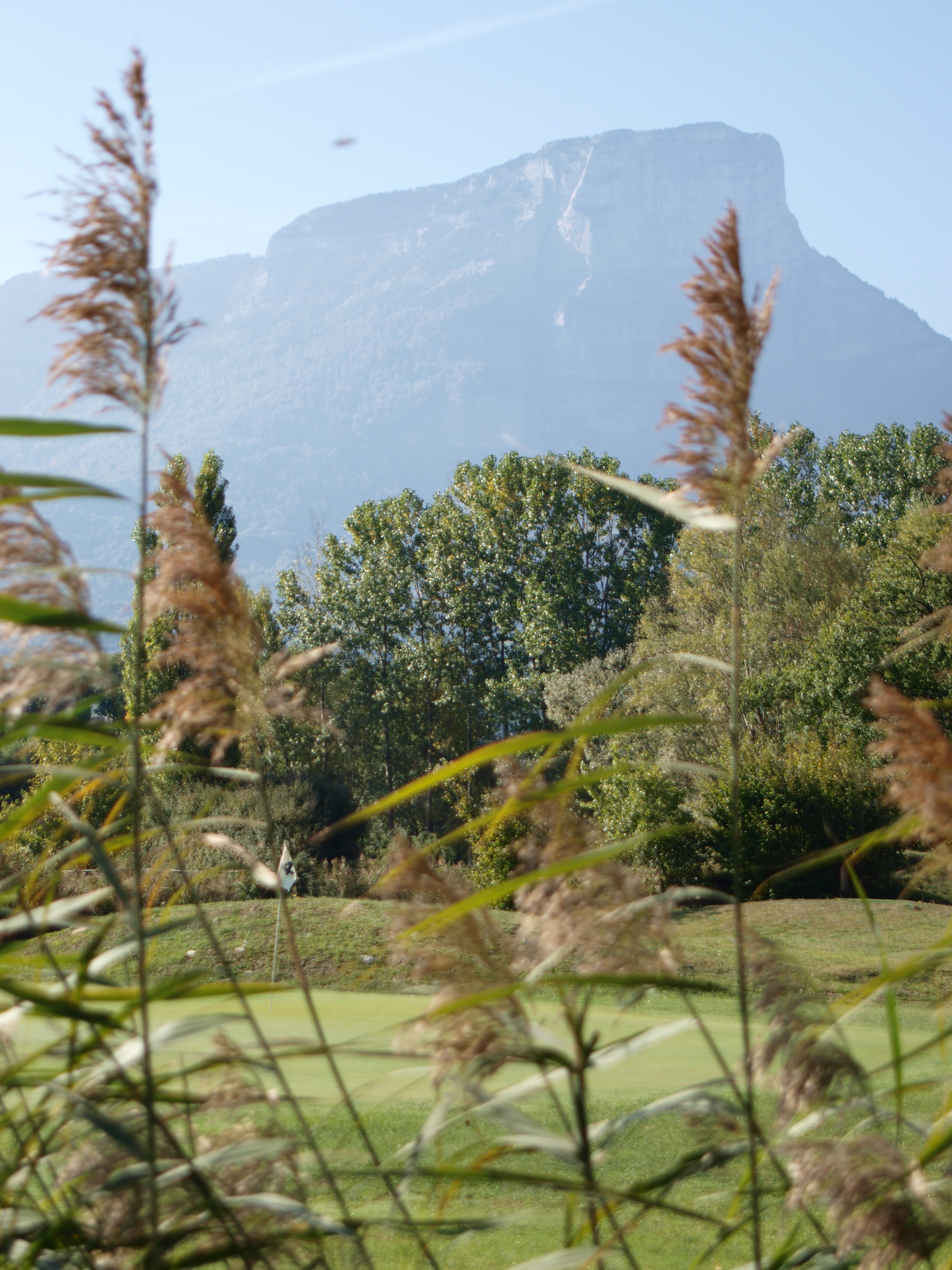
Un green du golf d'Apremont.

Le territoire offre un large choix de randonnées pédestres, équestres ou cyclistes. De nombreux sentiers balisés sensibilisent à la découverte du patrimoine au départ du col du Granier ou à travers les vignes.
Pour les amateurs et professionnels, un parcours de golf 9 trous se situe à l'entrée nord de la commune.
Le village d’Apremont organise une balade gourmande à travers les vignes. Celle-ci offre des vues panoramiques et des commentaires de la vigne par des vignerons et des œnologues, suivis enfin d'une dégustation de vins.

## Économie
Au-delà de l'activité viticole, de nombreux artisans et commerçants participent au développement économique de la commune.
Citons notamment une production fromagère de chèvre et de brebis et plusieurs producteurs de miel qui complètent l'offre agricole ainsi qu'une économie liée au tourisme avec une offre d'hébergements touristiques (hôtel, gîtes et chambres d'hôtes) émergente.
La commune fait partie de l'aire géographique de production et transformation du « Bois de Chartreuse », la première AOC de la filière Bois en France,.

### Vignoble de Savoie
Dans la nuit du 24 novembre 1248, un retentissant éboulement du mont Granier façonna à jamais le paysage de la Cluse de Chambéry.
C'est ainsi qu'est né ce terroir d'exception, parsemés de bloc de rochers qui confèrent au vignoble une réelle spécificité.
Situées à une altitude moyenne de 350 mètres et baignées par le soleil levant, les vignes d'Apremont sont travaillées depuis des siècles par les hommes.
Le cru apremont s'étend sur trois communes (Apremont, Saint-André-les-Marches et Saint-Baldoph) ce qui représente au total 400 hectares. Il est le cru le plus important des vins de Savoie. Ce succès est dû à l’importance de sa production. Ce vin est diffusé dans toute la France. Le cru d’Apremont comporte 121 viticulteurs, une cave coopérative, 4 maisons de négoce et une vingtaine de caveaux ouvert aux publics. Les sols calcaires de la commune d'Apremont dû à l’éboulement du 24 novembre 1248 sont particulièrement propices à l'élaboration des vins blancs et leur production est trois fois plus importante que celle des vins rouges. C’est pour cela que le cru Apremont bénéficie de l’appellation Perlant. Il y a 16 villages qui ont leur nom à l’AOC vin de Savoie dont Apremont.

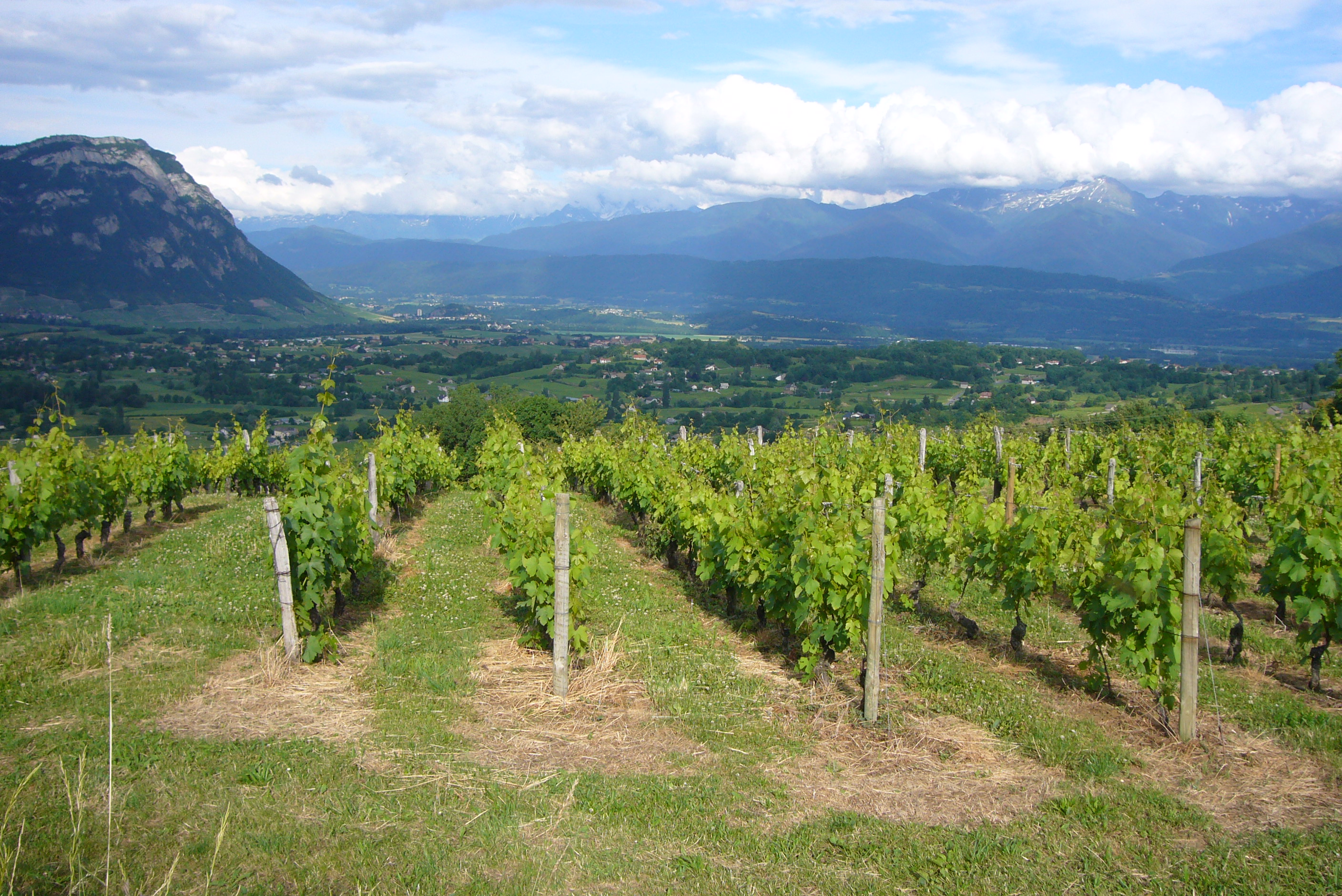
Vue sur la Cluse de Chambéry et la Combe de Savoie depuis les coteaux d'Apremont.
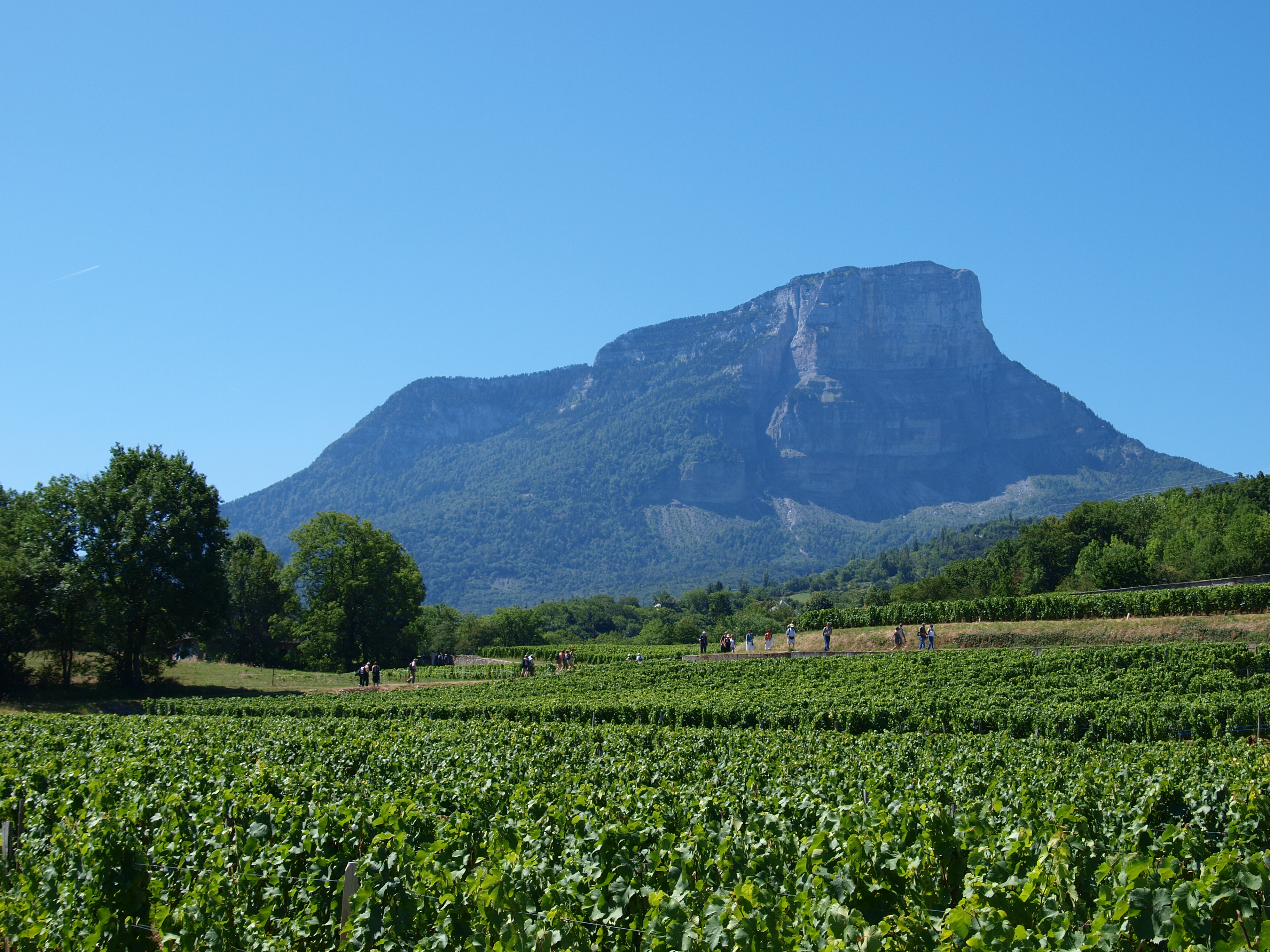
Vue sur le Granier et le vignoble d'Apremont.

## Culture locale et patrimoine

### Lieux et monuments
Le château d'Apremont est un ancien château fort, du XIIIe siècle, qui se dressait sur un mamelon rocheux, au-dessus du hameau d'Apremont-le-Gaz, au confluent de deux torrents, sur les pentes nord-est du mont Granier, face à celui de Montmélian. Il contrôlait le carrefour des routes allant du Dauphiné en Savoie, route de Chambéry (Lyon et Genève) à Grenoble par la vallée de l'Isère, d'Entremont-le-Vieux à Myans, et celle de Lyon à Chambéry par le col des Échelles. Le château fut, au Moyen Âge, le centre de la seigneurie d'Apremont, élevée au titre de baronnie en 1497, château ancestral des seigneurs de La Balme d'Apremont, il a fait place à une maison moderne. Il en subsiste quelques vestiges.
La maison Vigne et Vin Savoie : ce bâtiment s’est construit en 2007 au cœur du village. C’est pour permettre aux viticulteurs d’améliorer la qualité de l’AOC. C’est aussi un lieu de rencontres, la maison comporte plusieurs salles : pour les expositions, pour la vente du vin, pour la dégustation, des cours d’œnologie sont organisés.

### Patrimoine naturel
- Cascade du Pichut

Le Nant du Rousselet prend sa source au mont Joigny et a creusé son lit dans les calcaires et marnocalcaires du Crétacé inférieur constituant les falaises qui l'enserrent et créant une succession de cascades. La cascade du Pichut mesure 30 mètres de haut et 15 mètres de large.
Elle fait partie de la ZNIEFF (Zone Naturelle d'Intérêt Ecologique, Faunistique et Floristique) qui compte 180 hectares classés sur Apremont.
- Réserve naturelle nationale des Hauts de Chartreuse
- parc naturel régional de Chartreuse

### Héraldique
| Blason de Apremont | Blason  | Fascé d'or et de sable. |
| Blason de Apremont | Détails | Les armes de la commune ne sont pas officielles. Elles reprennent les armes considérées comme ayant appartenu à la famille de La Balme d'Apremont. Le statut officiel du blason reste à déterminer. |